# ثمر خيزان (شبلي)
ثمر خیزان (بالفارسية: ثمرخیزان) هي منطقة سكنية تقع في إيران في قسم شبلي الريفي. يقدر عدد سكانها بـ 135 نسمة .